# Aleurotrachelus debregeasiae
Aleurotrachelus debregeasiae là một loài côn trùng cánh nửa trong họ Aleyrodidae, phân họ Aleyrodinae.
Aleurotrachelus debregeasiae được Young miêu tả khoa học đầu tiên năm 1944.